# Zandstralen

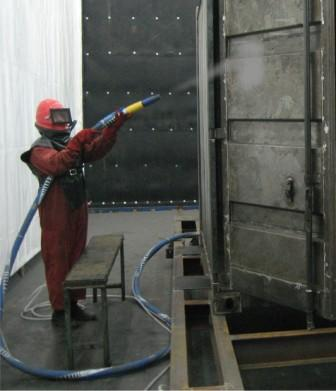
Zandstralen

Zandstralen is in het dagelijks taalgebruik gritstralen: een oppervlaktebehandeling van harde materialen waarbij met behulp van een compressor en perslucht gritkorrels tegen  een voorwerp worden geblazen om een schuureffect te bereiken. Voorbeelden van gritstralen zijn:
- Het verwijderen van roest of verf.
- Het maken van oppervlaktestructuren op bijvoorbeeld glas of brons.
- Het ontdoen van oude lak, wax en/of olielagen van meubels.
- Het creëren van afbeeldingen op bijvoorbeeld grafstenen met behulp van sjablonen.

Om het vrijkomende stof en het grit op te vangen, gebeurt het stralen veelal in speciale straalcabines, waarbij de straler beschermd wordt door een straalpak, laarzen, handschoenen en een overdrukhelm. De cabine heeft een stalen vloer en is vaak bekleed met rubber. Een afzuiginstallatie zuigt het vrijgekomen stof af. Bij grote objecten kan het ook op locatie, waarbij het object dan helemaal wordt ingepakt zodat het vrijgekomen stof kan worden afgezogen.
Er zijn vele soorten grit om mee te gritstralen; de twee hoofdgroepen zijn metallisch en non-metallisch. De non-metallische straaltechniek kan bijvoorbeeld gemalen kokosnootschaal, droogijs, carborundum (siliciumcarbide), natriumbicarbonaat (sodastralen) of glasparels gebruiken.

## Wetgeving
Het 'echte' zandstralen met zand is wegens de gezondheidsrisico's voor het personeel (silicose, pneumoconiose) sinds de jaren vijftig niet meer toegestaan in Nederland. Het Zandstraalbesluit, waarin dit verbod was opgenomen en dat in 1957 in werking trad, was een uitvloeisel van de Silicosewet.